# Ķīpsala
Ķīpsala är en ö i Daugava, väster om flodens mittfåra, i Riga i Lettland. 
Ķīpsala har efter hand bildats genom att mindre öar i floden vuxit samman. Ķīpsalas bebyggelse uppkom från början som ett fiskarsamhälle. Ön saknade landförbindelse fram tills Vanšubron invigdes 1981.
På ön uppkom under slutet av 1800-talet och början av 1900-talet en trähusbebyggelse utmed stranden på den östra sidan mot Rigas centrum, vilken under andra hälften av 1900-talet var i djupt förfall, men som under senare år börjat restaureras.
Omkring 1900 anlades Gyps-, Schlämmkreide-, Ofen- und Thonwaaren-Fabrik Zelm & Boehm på ön, som var den första gipsfabriken i Europa utanför Storbritannien. Denna drevs till andra världskriget. Fabriksbyggnaderna har under 2010-talet byggts om till ett bostadsområde, Ģipša fabrika.
På ön ligger idag bland andra Rigas tekniska universitet, Riga International School, Swedbanks kontorshus och andra större kontorshus, ett köpcentrum samt ett par större hotell. Dessutom ligger där sedan 2014 personmuseet Žaņa Lipkes memoriāls, bredvid det hus som Jānis Lipke bodde i under och efter andra världskriget.

## Bildgalleri

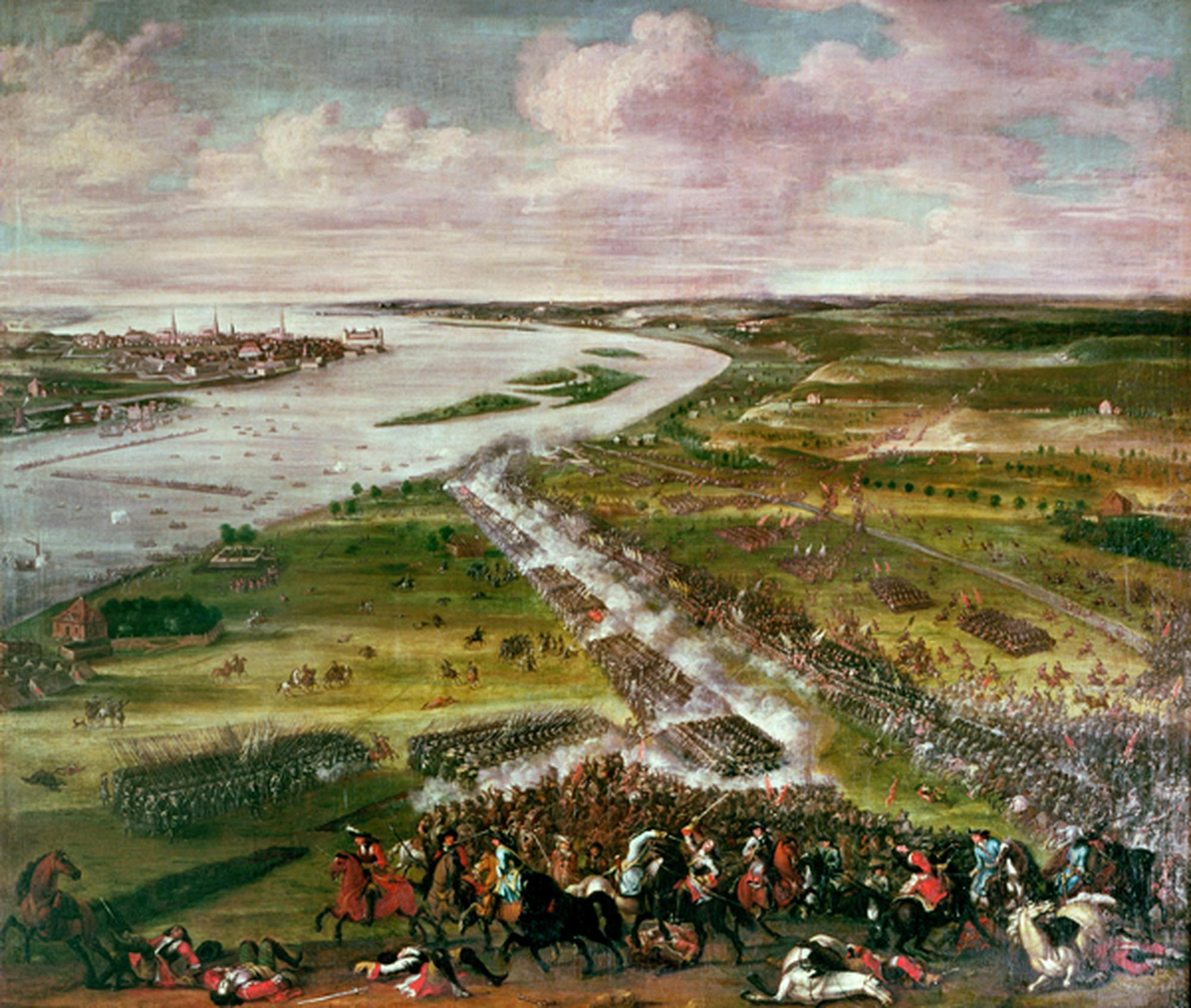
De öar som bildade Ķīpsala vid slaget vid Düna 1701
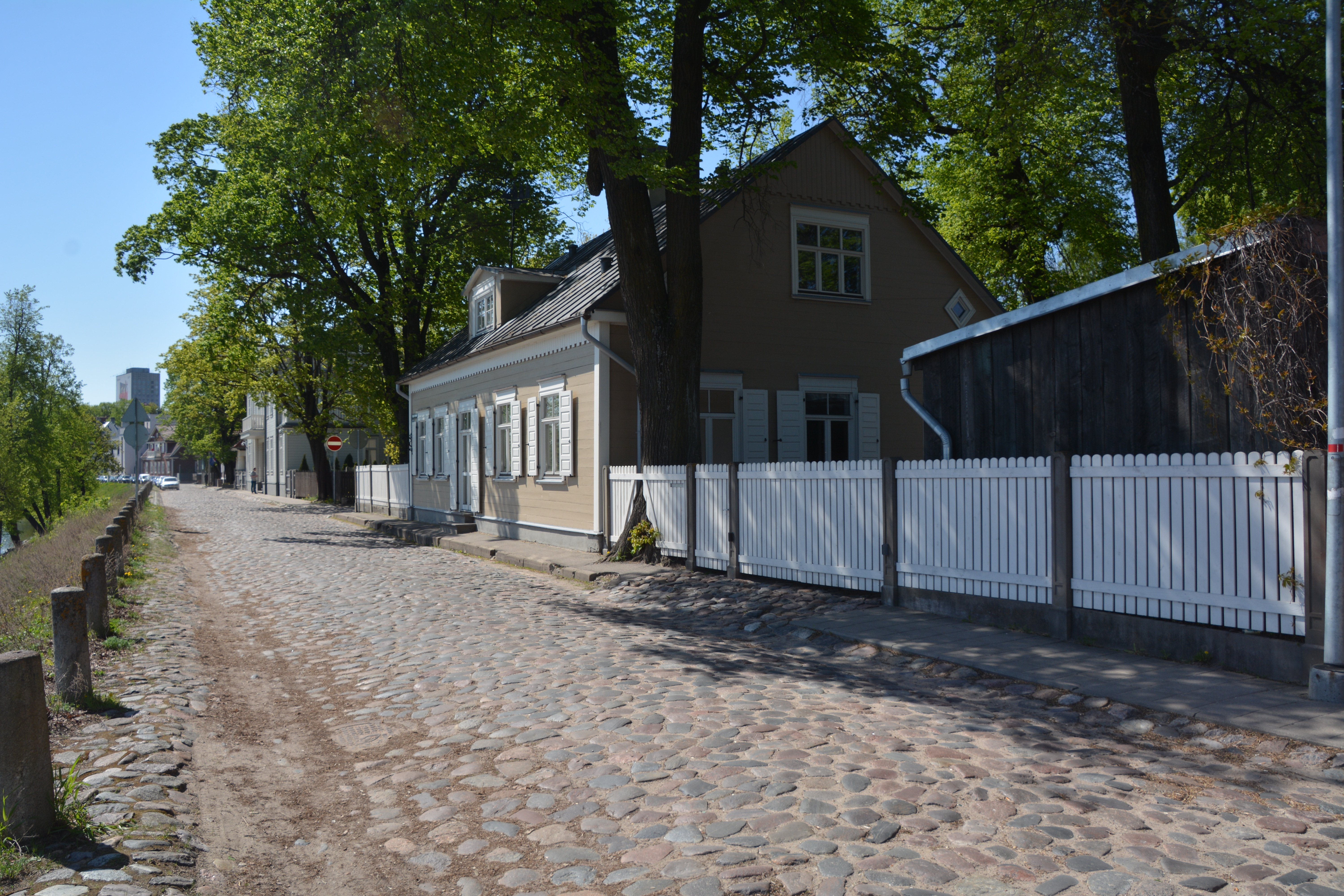
Balasta dambis, gatan utmed Ķīpsalas östra strand
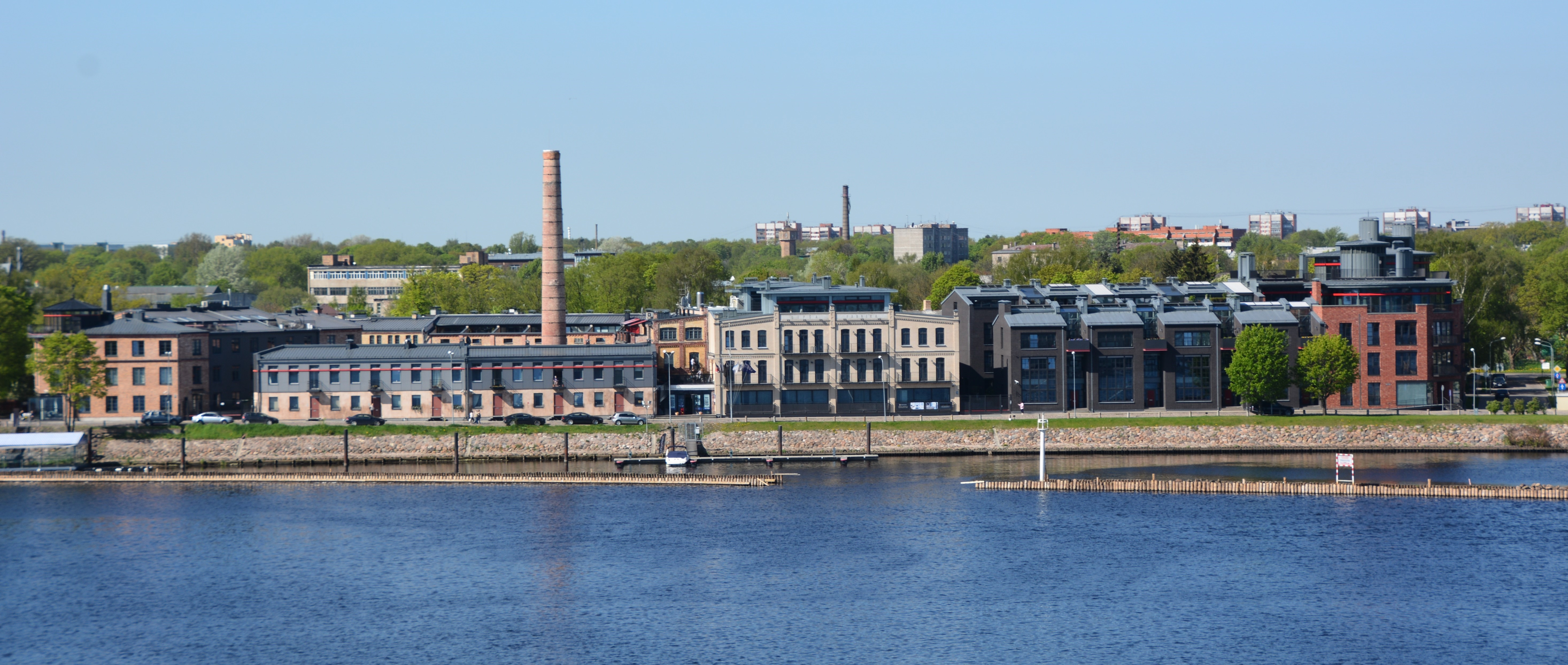
Ģipša fabrika vid Balasta dambis, tidigare fabrik, numera bostadsområde
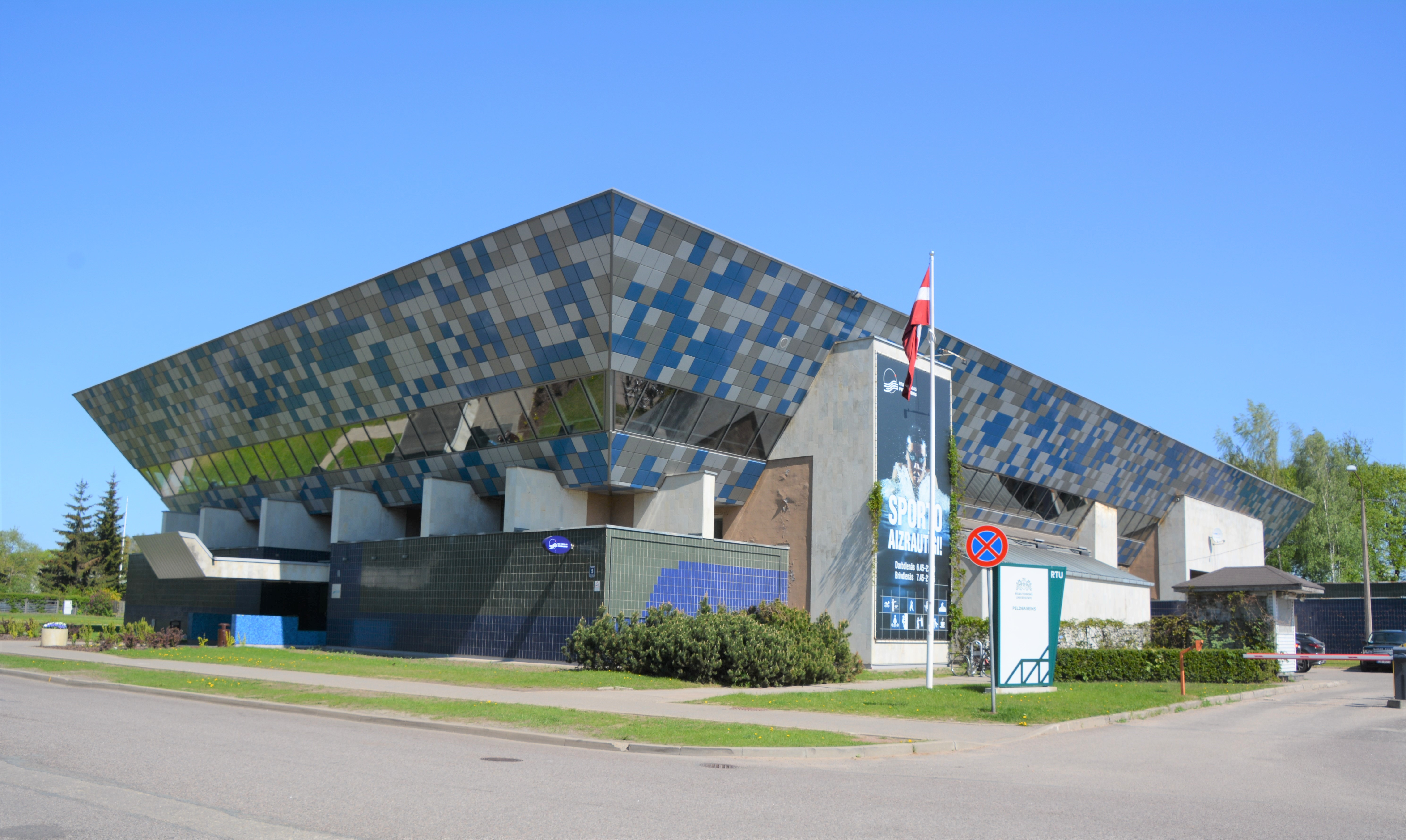
Rigas tekniska universitets simbadhus
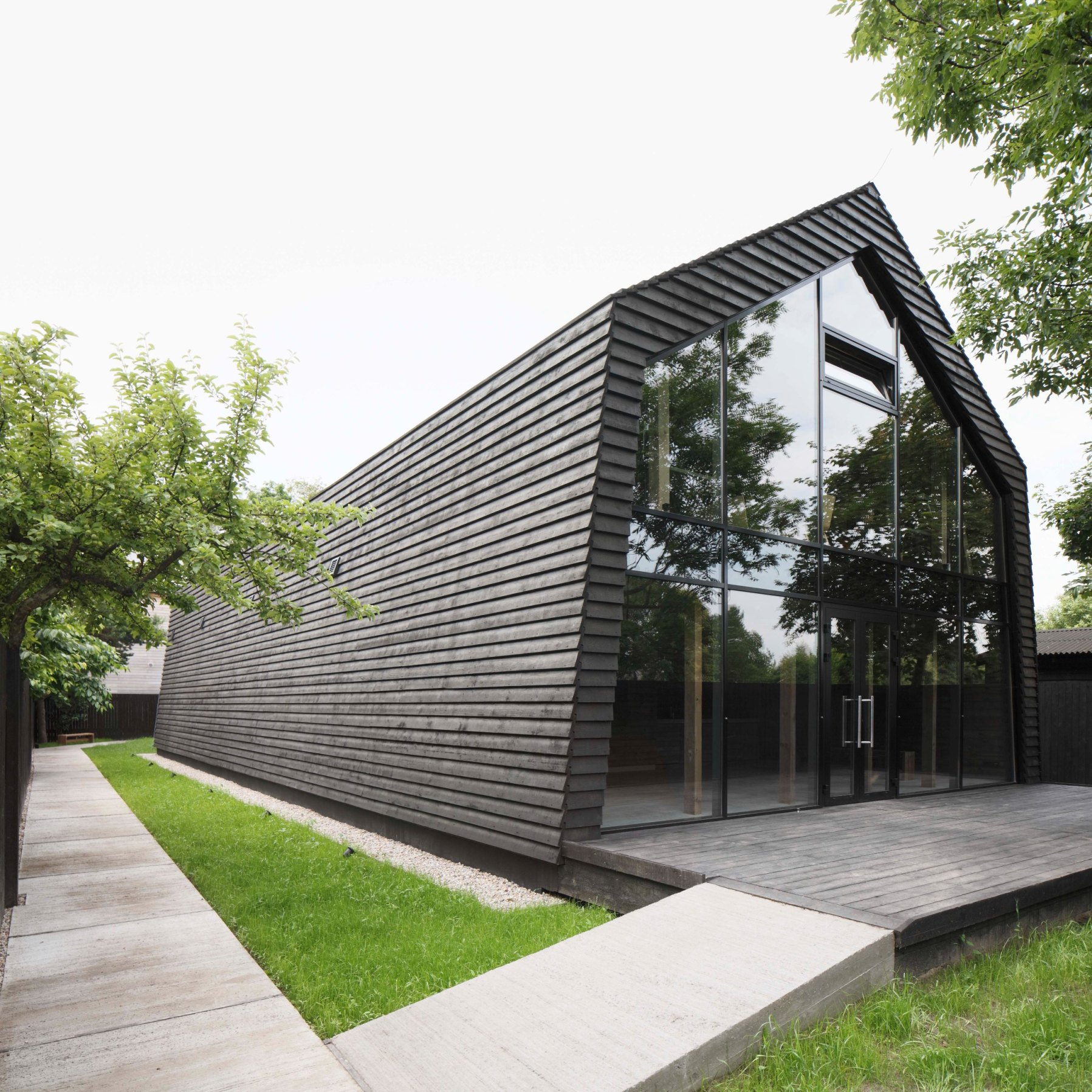
Žaņa Lipkes memoriāls